# Åsa Ingjaldsdotter
Åsa Ingjaldsdotter eller Åsa Illråda är enligt Ynglingasagan dotter till den svenske kungen Ingjald Illråde och dennes hustru Göthild, Algöts dotter. 
Åsa gifts bort med kung Gudröd av Skåne. Hon är lika grym till sinnelaget som sin far och övertalar Gudröd att dräpa sin bror Halvdan snälle. Därefter låter hon även mörda Gudröd. Halvdan snälle har en son, Ivar Vidfamne, som flyr efter mordet på fadern. Efter att Åsa röjt även Gudröd ur vägen återvänder Ivar till Skåne och återtar sitt fädernerike. Åsa flyr då till sin far Ingjald i Uppsala.
En dag, när Ingjald och Åsa är borta på gästabud, kommer budskapet att Ivar befinner sig i närheten i spetsen för en stor här. Då Ingjald inte ser någon utväg att försvara sig eller undkomma, beslutar han sig för att ta sitt liv tillsammans med sin ondskefulla dotter på Ränninge kungsgård. De låter sina män dricka sig döddruckna och bränner sig därefter inne med alla de andra.